# Юсупов, Исамидин
Исамидин Юсупов — советский хозяйственный, государственный и политический деятель, Герой Социалистического Труда.

## Биография
Родился в 1911 году в Андижанском районе. Член КПСС с 1939 года.
С 1928 года — на хозяйственной, общественной и политической работе. В 1928—1967 гг. — организатор коллективизации, колхозник, бухгалтер, бригадир полеводов, начальник фермы колхоза «Кызыл ой» Андижанского района, председатель правления колхоза «Красный Октябрь», председатель колхоза «8 марта», председатель колхоза «Красный Октябрь», председатель колхоза имени Усмана Юсупова, колхоза имени Ленина.
Указом Президиума Верховного Совета СССР от 11 января 1957 года присвоено звание Героя Социалистического Труда с вручением ордена Ленина и золотой медали «Серп и Молот».
Избирался депутатом Верховного Совета СССР 3-го созыва, Верховного Совета Узбекской ССР 4-го созыва.
Умер после 1982 года.